# Saint-Pierre-du-Bosguérard
Saint-Pierre-du-Bosguérard là một xã của tỉnh Eure, thuộc vùng Normandie, miền bắc nước Pháp.